# Mikio Watanabe
Pour les articles homonymes, voir Watanabe.
Mikio Watanabe (渡邉 幹夫, Watanabe Mikio), né en 1954 à Yokohama, est un graveur japonais.

## Biographie
Après avoir fait ses études à Tokyo, Mikio Watanabe quitte le Japon en 1977 pour vivre à Paris.
C'est entre 1979 et 1981 qu'il apprend la gravure, sous la conduite de Stanley William Hayter et se spécialise notamment dans la technique de la manière noire. Tirant du procédé un rendu feutré très épuré et employant parallèlement la photographie et l'aquarelle, Watanabe élabore son travail autour d'une esthétique intimiste du nu et des formes naturelles.
Watanabe s'est installé à Pierric, en Bretagne, en 1999 et possède depuis 2001 un atelier à Paris.
Il est le père de l'artiste Karen Watanabe.

## Citations
« Je suis absolument convaincu qu’au cœur de toutes les choses de ce monde, il y a quelque chose de très simple et pur qui va au-delà de la complexité des apparences. Cette pureté est en elle-même puissante et magnifique. Je crée afin de toujours être en mesure de ressentir et de partager cette beauté avec les autres. »

## Quelques expositions
- 2014 à la Galerie Sagot - Le Garrec[4]
- 2018 au vieux phare à Penmach[5]
- 2020 salon du printemps de Carquefou[6]
- 2021 au musée Raymond-Lafage à Lisle-sur-Tarn[2]
- 2023 à la Galerie Sagot - Le Garrec[7]